# Рахула
Рахула (родился в 534 до н. э.) — единственный сын Сиддхартхи Гаутамы и принцессы Ясодхары. Существует несколько трактовок имени Рахула. Согласно первой — рождение сына Будды совпало с лунным затмением. Поэтому он получил имя Рахула, так как согласно индийскому народному эпосу демон Раху глотает Луну. 

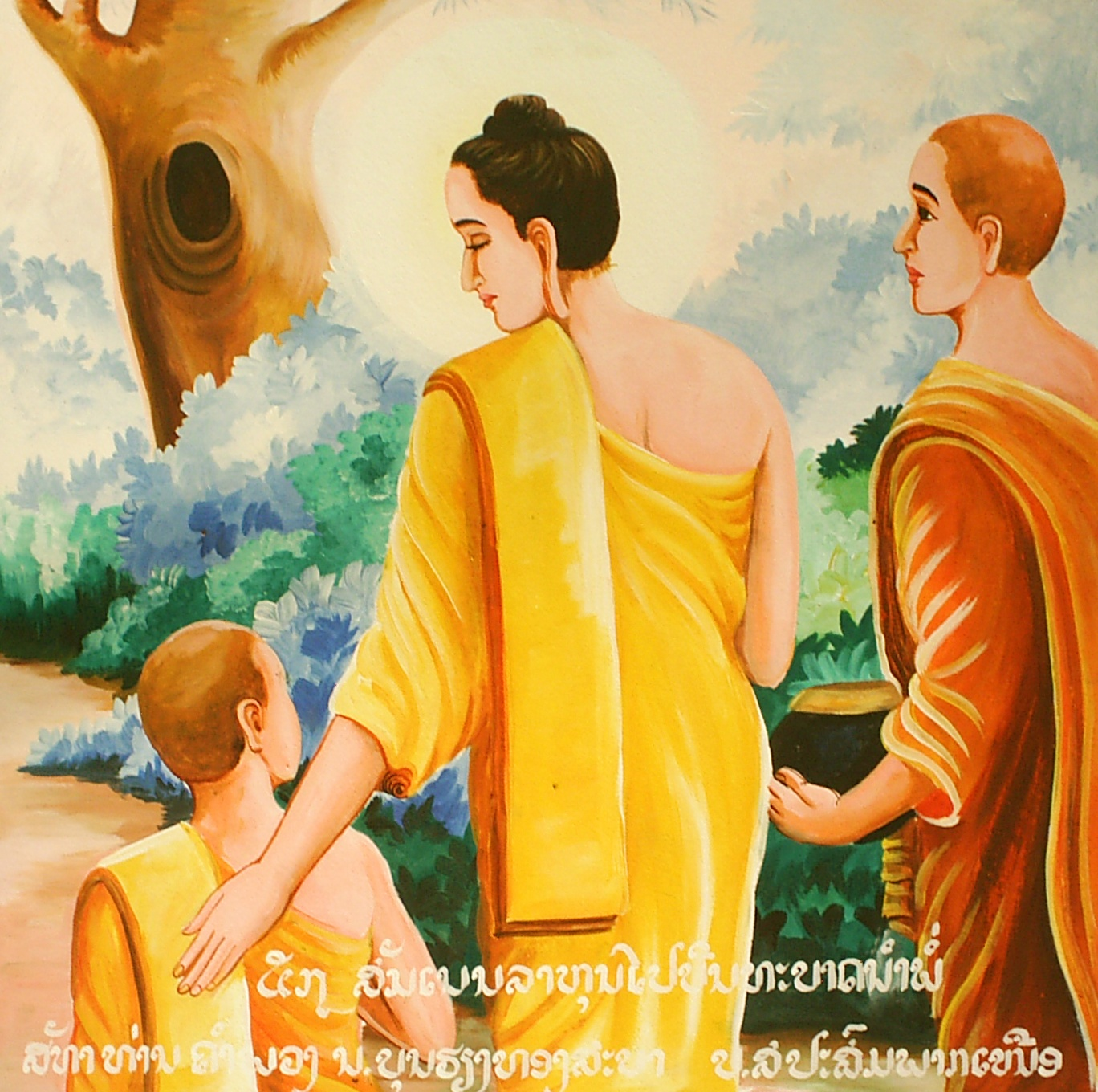
Будда и Рахула

Согласно второй трактовке рождение сына стала для будущего Будды своеобразной преградой к достижению пробуждения, так в Дхаммападе привязанность и удовольствие, которые мужчина находит в жене и детях, именуется «крепкими путами, тянущими вниз». Таким образом имя Рахула может быть переведено как «преграда», «препятствие», «оковы». Частично биография Рахулы содержится как в палийском каноне Тхеравады, так и в таких текстах как Лалитавистара и Буддачарита Ашвагхоши.
Воспитанием Рахулы занимались мать и дедушка, король Шуддходана.
Когда мальчику исполнилось семь лет, Гаутама вернулся в родной город Капилаваттху. На седьмой день пребывания в городе Ясодхара повела сына к его отцу, Будде. Так как Будда отрёкся от королевства, следующим наследным принцем являлся Рахула, который должен был спросить отца о своём наследстве, тем самым обеспечив свою безопасность в случае смерти дедушки, короля Судходаны. Однако Рахула предпочёл вступление в общину отца и в возрасте семи лет был посвящён в монахи архатом Шарипутрой. Так Рахула стал первым саманера — начинающим, кандидатом в буддийские жрецы.
Рахула стал учеником Будды, а в будущем архатом.
Рахула испытал просветление (пробуждение) когда просто шёл рядом с отцом. Согласно легенде, впоследствии он нёс свет учения на небесах Тридцати трёх божеств (Траястримса), наставляя детей этих божеств. В свою очередь божества дарили ему богато украшенные драгоценностями тиары (поэтому на тибетских тханка Рахула часто изображается с тиарой в руках). Великий индийский учёный-проповедник Шантаракшита, построивший в VIII веке в Тибете монастырь Самье, по преданию был духовной реинкарнацией архата Рахулы.